# ولاد سلامة (ولاد سلامة)
ولاد سلامة هو دُوَّار يقع بجماعة أولاد سلامة، إقليم القنيطرة، جهة الرباط سلا القنيطرة في المملكة المغربية. ينتمي الدوّار لمشيخة ولاد سلامة التي تضم 7 دواوير. يقدر عدد سكانه بـ 5992 نسمة حسب الإحصاء الرسمي للسكان والسكنى لسنة 2004.

## روابط خارجية
- البوابة الوطنية للجماعات الترابية
- المندوبية السامية للتخطيط